# Idioma tinigua
El tinigua (o tiniguas) es una lengua indígena amenazada y todavía hablada en Colombia. La lengua se creyó perdida hasta que fueron localizados dos hablantes ancianos en la década de 1990. En 2000 quedaban solo dos hombres hablantes de tinigua, que vivían en el departamento de Meta, entre el alto río Guayabero y el río Yarí y en 2019 solamente Sixto Muñoz.

## Descripción lingüística

### Clasificación
El Tinigua se ha agrupado en una familia Tinigua-Pamigua, desde que Castellví demostró la afinidad de las dos lenguas, aprovechando los vocabularios Pamigua recolectados por F. Toro y publicados por Ernst. De los Pamigua se sabe por Rivero, que vivían entre Concepción de Arama (Meta) y el Guaviare, pero se ignora cualquier dato sobre su desaparición.
En los paralelos lexicales, Marcelo Jokelsky ha encontrado indicios de relaciones o interacción entre el tinigua y el andaquí y entre este y el nasa yuwe.

### Fonología
De acuerdo con Nubia Tobar, que entrevistó a algunos de los últimos hablantes de la lengua, esta tiene seis vocales básicas orales organizadas en tres grados de apertura: alto, medio, y bajo; y tres posiciones: anterior, central y posterior; cada una de las cuales con su correspondiente glotalizada y alargada.
Las 22 consonantes eran p, ph (aspirada), t, th (aspirada), ty (palatal), ts (africada), k, kh (aspirada), kw (labiovelar), b, d, y (oclusiva palatal sonora), g, m, n, ñ, 
f, s, z (fricativa alveolar sonora), h (fricativa glotal sorda), che (africada palatal), y la semivocal w.
|             |             | Bilabial | Dental | Palatal | Velar | Labio- velar | Glotal |
| ----------- | ----------- | -------- | ------ | ------- | ----- | ------------ | ------ |
| Oclusiva    | aspirada    | pʰ       | tʰ     |         | kʰ    |              |        |
| Oclusiva    | sorda       | p        | t      | tʲ      | k     | kʷ           |        |
| Oclusiva    | sonora      | b        | d      |         | ɡ     |              |        |
| Africada    | Africada    |          | ʦ      | ʧ       |       |              |        |
| Fricativa   | Fricativa   | f        | s, z   |         |       |              | h      |
| Nasal       | Nasal       | m        | n      | ñ       |       |              |        |
| Aproximante | Aproximante |          |        |         |       | w            |        |